# Zuidwesthoeks
Het Zuidwesthoeks, soms ook kortweg Zuidhoeks genoemd, is een dialect van het Fries. Met naar schatting 58.000 sprekers is het een van de belangrijkste Friese dialecten. 

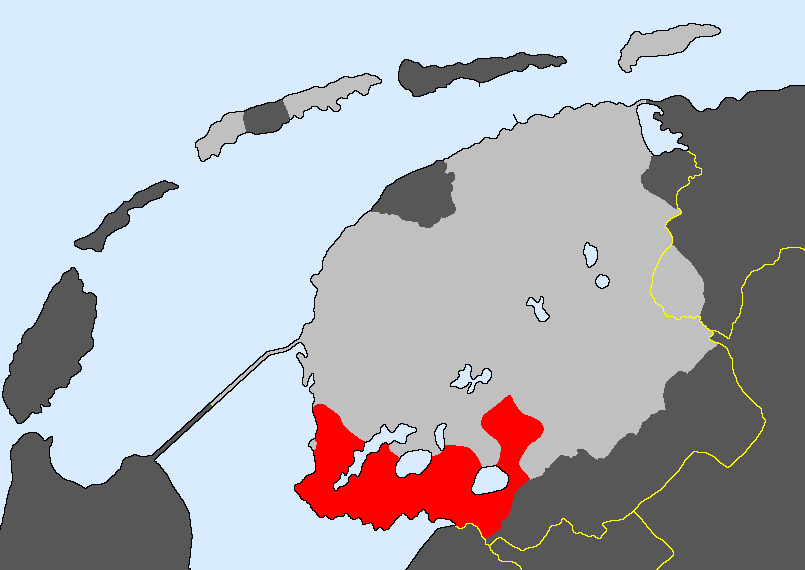
Verspreiding van het Zuidwesthoeks.

Het Zuidwesthoeks wordt gesproken in wat men de Zuidwesthoek noemt, de streek die grofweg ten zuiden Bolsward en Sneek maar ten westen van Heerenveen ligt. Binnen deze streek worden nog twee andere dialecten gesproken, het Hindeloopers en het Stavorens, die niet tot het Zuidwesthoeks worden gerekend. Het Stavorens is een Stadsfries dialect en het Hindeloopers is een geïsoleerd en in veel opzichten conservatief dialect.
Hoewel het Zuidwesthoeks afwijkt van het Standaardfries, dat vooral op het Kleifries gebaseerd is, is het voor de meeste Friezen goed te verstaan. Het is in de lokale media ook geregeld te horen.

## Geschiedenis
Net als de andere Friese dialecten is het Zuidwesthoeks voortgekomen uit het Oudfries. Deze taal werd waarschijnlijk tot halverwege de zestiende eeuw gesproken. In het Fries van de periode daarna na zijn een aantal opvallende klankverschuivingen opgetreden, die het Westerlauwerse Fries traditioneel van Oosterlauwers Fries en Noord-Fries onderscheiden. In het Zuidwesthoeks echter is een groot deel van deze klankverschuivingen niet doorgedrongen (zie onder).
Bij het standaardiseren van het Fries in de 19e en 20e eeuw werd niet voor het Zuidwesthoeks als basis gekozen, maar voor het Kleifries. Dit dialect had meer sprekers, besloeg een groter gebied en werd – juist omdat het de genoemde klankverschuivingen had doorgemaakt – als "typischer Fries" ervaren. Bovendien zou het Zuidwesthoeks meer door het Hollands zijn beïnvloed.

## Kenmerken
Het feit dat het Zuidwesthoeks een aantal klankverschuivingen die de overige variëteiten van het Fries wel hebben ondergaan, niet heeft meegemaakt, maakt dat het Zuidwesthoeks in zeker opzicht conservatief kan worden genoemd. Het gaat in dit vebrand met name om de zogenaamde Nieuwfriese Breking. In het Hindeloopers, een dialect van een stad die wel in de Zuidwesthoek ligt, maar dat toch geen Zuidwesthoeks mag worden genoemd, is de bewuste klankverschuiving evenmin opgetreden. 

### Nieuwfriese Breking
Hoewel niet uniek Fries (het komt ook in enkele Nederlandse dialecten voor, bijvoorbeeld het Leuvens) is er voor zover bekend geen andere Germaanse taal die dit verschijnsel in zo'n sterke mate heeft doorgevoerd als het Fries.
In het Oudfries bestond al breking, de zogenoemde Oudfriese breking, in woorden als liuht (licht, Mod. Fri. ljocht). Van deze breking vindt men, soms in veranderde vorm, in alle Friese dialecten sporen. Later zette echter een nieuwe breking in, die de Nieuwfriese breking heet.
Die breking, die vermoedelijk in de zestiende of zeventiende eeuw in het Fries heeft doorgezet, is aan de Zuidwesthoek voorbijgegaan. Dat betekent dat vormen als boarre, die in het Standaardfries als "bwáre" worden uitgesproken, in het Zuidwesthoeks als "bùre" klinken.
De Nieuwfriese breking heeft betrekking op de volgende tweeklanken:
- ea - bijvoorbeeld in beam - beammen (uitgesproken beem - bjemmen - boom)
- ie - bijvoorbeeld in stien - stiennen (uitgesproken stien - stjinnen - steen)
- oa - bijvoorbeeld in doas - doaske (uitgesproken doos - dwaske - doos)
- oe - bijvoorbeeld in hoed - huodden (uitgesproken: hoed - wodden - hoed)

Ook woorden als moai (mooi) kunnen in principe breken, maar de breking "mwaaier" komt ook in het eigenlijke brekingsgebied niet (meer) algemeen voor. In het Zuidwesthoeks ontbreekt deze breking, zoals alle overige breking er ontbreekt.
De gebroken klanken in het Fries gaan terug op Oudfriese tweeklanken. Deze klanken zijn in het moderne Fries dus vervangen door boven geschetste brekingsgevallen, maar ook in het Zuidwesthoeks bleven ze niet behouden. In het Zuidwesthoeks zijn er eigen klanken voor in de plaats gekomen:
| Fries     | Standaardfriese uitspraak | Zuidwesthoekse uitspraak | Standaardnederlands |
| eart      | jèt                       | èt                       | erwt                |
| stiennen  | stjinnən                  | stinən                   | stenen              |
| boadskip  | bwatskip                  | bòtskip                  | boodschap           |
| skoalle   | skwallə                   | skul                     | school              |
| fuotten   | fwottən                   | futtən                   | voeten              |
| borduerje | bòrdjurjə                 | bòrdúərjə                | borduren            |

Het bestaan van deze klanken maakt dat het Zuidwesthoeks van de drie hoofddialecten van het Fries als het meest afwijkende wordt gezien.

### Overige kenmerken
In het Zuidwesthoeks is de ronding van de a, die in het Fries onder andere woorden als man bijna als "mon" laat klinken, niet opgetreden: man.
Een ander typisch Zuidwesthoeks fenomeen is het vereenvoudigen van klinkeropeenhopingen zoals die in het Fries nogal eens voorkomen. Meerdere klinkers achter elkaar worden in het Zuidwesthoeks vaak "gladgestreken" tot één klank. Op deze manier zijn ook de Oudfriese brekingen vervormd tot monoftongen.
Het verschijnsel in kwestie wordt wel "klinker- of vocaalreductie" genoemd. Voorbeelden zijn er te over:
| Fries    | Standaardfriese uitspraak | Zuidwesthoekse uitspraak | Standaardnederlands |
| rjocht   | rjocht rjucht             | rucht rúcht              | recht               |
| ljocht   | ljòcht                    | lòcht                    | licht               |
| Ljouwert | ljauwət                   | lauwət                   | Leeuwarden          |
| leaver   | ljèwər                    | lauwər                   | liever              |

Andere voorbeelden van typisch Zuidwesthoeks idioom zijn nat voor "niets" (Standaardfries: neat), ban voor "kind" (bern), ap voor "op" (op).
De klank van het Friese boerd ("bord") is in het Zuidwesthoeks een ù, en daarom valt boerd → bùd samen met board → bùd. Het Friese board (bord) heeft breking.
Het Zuidwesthoeks gebruikt de o in woorden als sonne, ronne waar het Fries een "i" heeft: sinne, rinne. De Nederlandse equivalenten zijn "zon" en "lopen".
Verder opvallend is de -kj in laakje (lachen) waar het Fries laitsje heeft.
Vaak wordt van het Zuidwesthoeks ook gezegd dat het meer dan het Kleifries is verhollandst. Helemaal bewezen worden kan dit niet. De typisch Zuidwesthoekse klanken en woorden kunnen ook eigen ontwikkelingen zijn, die slechts in mindere mate aan Hollandse invloed zijn toe te schrijven.

## Status
Het Zuidwesthoeks is een levend dialect. Dit betekent dat het verandert, en soms meer Hollandse vormen, dan meer Kleifriese vormen overneemt. Als alle Friese dialecten verliest het terrein ten opzichte van het Nederlands, maar de kans dat het dialect in de nabije toekomst verloren zal gaan is klein.